# Bjarte Flem
Bjarte Flem (Bergen, 30. ožujka 1958.), poznati je norveški umirovljeni nogometni vratar. Svu svoju igračku karijeru je proveo u norveškom nogometnom klubu Tromso.
Postao je besmrtan "zahvaljujući" grešci tijekom utakmice protiv Sogndala 1988. godine, koja je (nažalost po Flema) bila prikazivana uživo na norveškoj televiziji. Kada je htio rukom dodati loptu suigraču, loptu je bacio u svoj gol! Razlog za to nije poznat, no ovaj događaj je izašao na naslovnice svih novina idući dan i prikazivao se na televizijama diljem svijeta. U samoj Norveškoj, ime Bjarte Flem je postalo sinonim za vratarsku pogrešku. 
Iako će ga svijet pamtiti po ovom smiješnom autogolu, mora se naglasiti da je Flem uživao u brojnim uspješnim sezonama u svom jedinom klubu u karijeri, Tromsu. Dvije godine prije tog autogola, Tromso je osvojio svoj prvi kup u povijesti s Flemom kao prvim vratarom. 

## Vanjska poveznica
- Video ovog autogola